# Suzuki GSR 750
Die GSR 750 ist ein Naked Bike des japanischen Herstellers Suzuki, welches Anfang 2011 auf dem Markt erschien. Sie ist die große Schwester der GSR 600 und löst diese als Naked Bike der Mittelklasse ab. Der Motor entstammt der GSX-R 750 (K5) und wurde auf eine Nennleistung von 78 kW (106 PS) gedrosselt, um das Drehmoment im unteren und mittleren Drehzahlbereich zu steigern. Ein Antiblockiersystem war im Modelljahr 2011 optional und ist seit 2012 Serie.
Die GSR 750 wurde auf der Intermot 2010 in Köln erstmals vorgestellt.

## Konstruktion
Der flüssigkeitsgekühlte Vierzylindermotor erzeugt aus 749 cm³ Hubraum eine Nennleistung von 78 kW (106 PS) und ein maximales Drehmoment von 80 Nm bei einer Drehzahl von 9000 min−1. Die vier Zylinder des quer eingebauten Reihenmotors haben eine Bohrung von 72 mm Durchmesser, die Kolben einen Hub von 46 mm bei einem Verdichtungsverhältnis von 12,3:1. Im Zylinderkopf des Viertaktmotors rotieren zwei kettengetriebene, obenliegende Nockenwellen, welche je Zylinder zwei Einlass- und zwei Auslassventile ansteuern.
Das Motorrad beschleunigt in 3,0 Sekunden von 0 auf 100 km/h und erreicht eine Höchstgeschwindigkeit von 250 km/h. Der durchschnittliche Kraftstoffverbrauch beträgt 5,4 Liter auf 100 km.

## Marktsituation
Motorräder mit vergleichbarer Motorcharakteristik und Fahrwerksgeometrie sind Aprilia SL 750 Shiver, BMW F 800 R, Ducati Monster 796, Kawasaki Z 750, Triumph Street Triple, Yamaha FZ8 und Honda CB 600 F Hornet.

## Kritiken
„Die neue Suzuki GSR 750 mit ihrem aufgereihten Kolbenquartett hingegen kombiniert entspanntes Cruisen mit üppigen Leistungsreserven. […] Das Fahrwerk vermittelt ein gutes Gefühl für die Straße, so dass auch höhere Kurvengeschwindigkeiten kein Problem sind. Allerdings sollte man nicht besonders viel Komfort erwarten, denn die Federung ist recht hart abgestimmt.“

„Sie ist kein Ausbund an Handlichkeit, aber auch nicht supernervös. Und daher unter dem Strich ein ganz typischer Vertreter der japanischen Streetfighter-Kultur, die einen aggressiven Auftritt in der Regel mit eher gelassenen Fahreigenschaften verbindet.“